# Kronobäck

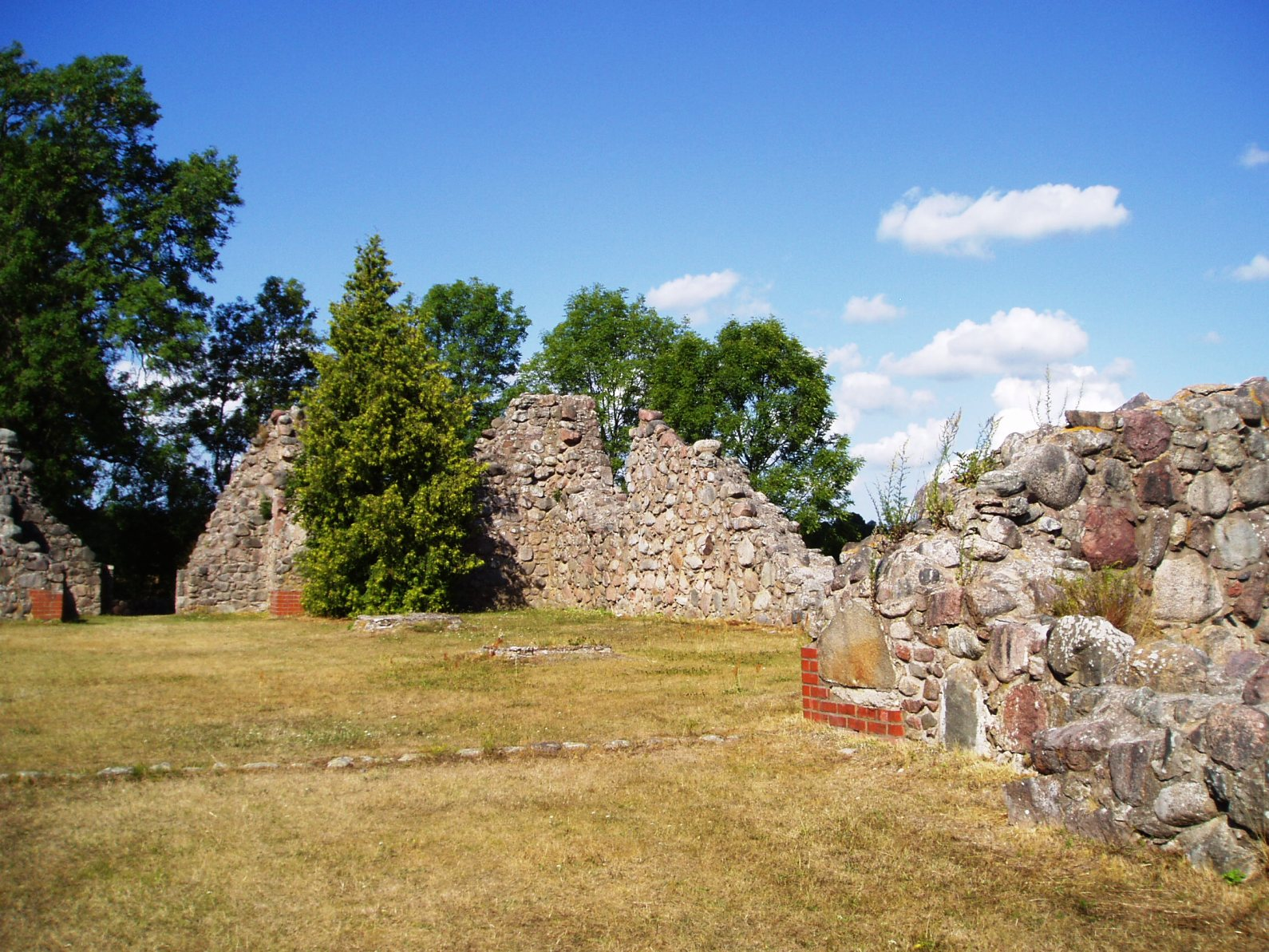
Kronobäcks klosterruin 2006.

Kronobäck (även Johanniterklostret) var ett hospital, härbärge och kloster i nuvarande Mönsterås kommun i Småland. 
Kronobäck var under medeltiden ett hospital för spetälska. Hospitalet Norrabygd (”cum hospitali Nørrobygd”) omtalas redan 1292 och kallades senare Oknabäcks hospital men omdanades 1479 till ett munkkloster under Johanniterorden och bytte då namn till Kronobäck. Klostret övertog hospitalets byggnader och privilegier samt förpliktelserna att vårda sjuka människor. Klosterkyrkan i Kronobäck var den största hospitalkyrkan som någonsin[källa behövs] uppförts i Sverige. I samband med Gustav Vasas reduktion blev klosterdelen nedlagd och tömd på sina tillgångar och fungerade från 1529 endast som hospital.

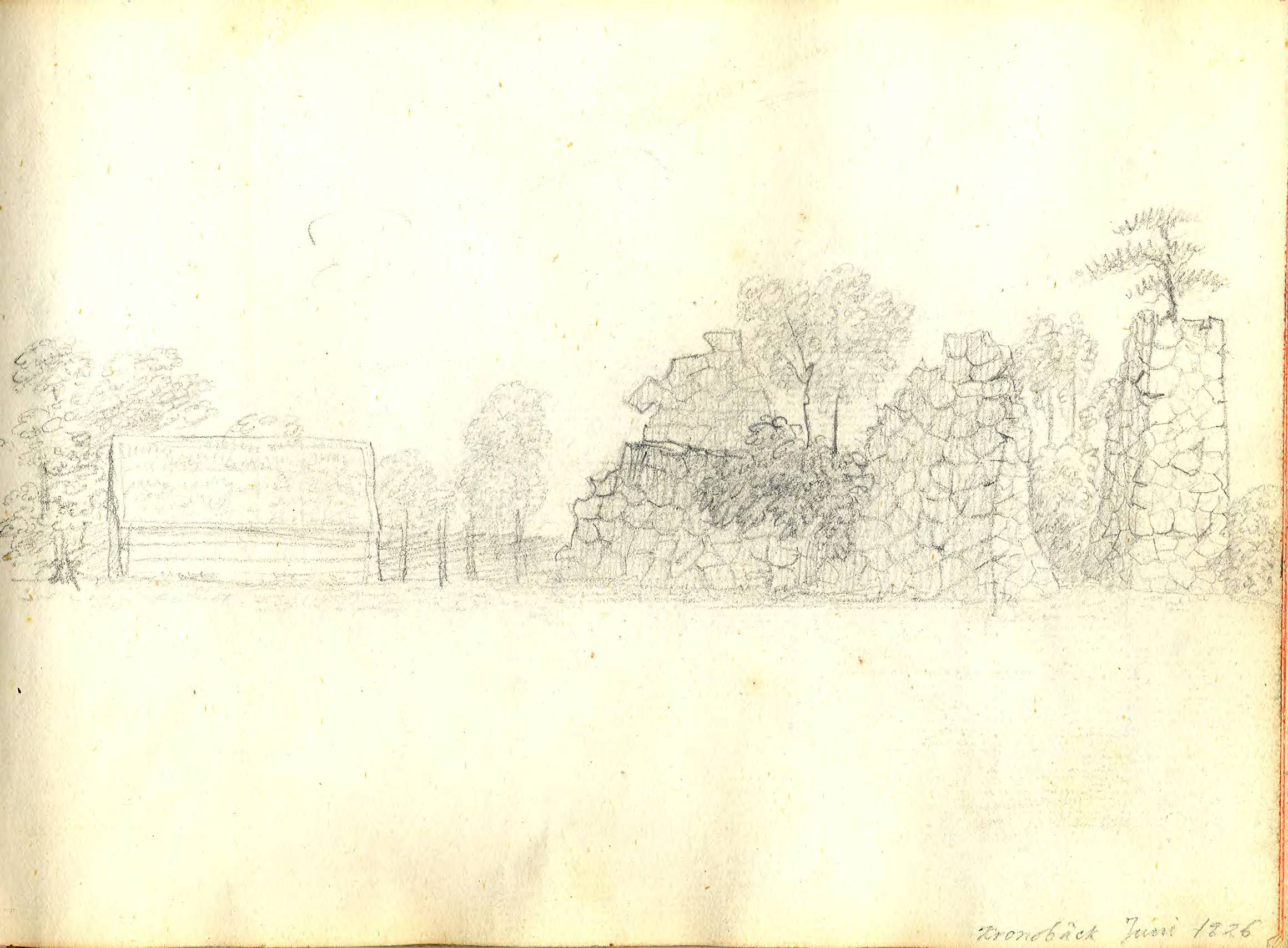
Fredrik Arosenius blyertsteckning av klosterruinen i Kronobäck, juni 1826

På 1940-talet grävdes klosterruinen ut och varje år i juli hålls en medeltidsdag i ruinen med medeltidsmarknad och krönikespel. Det finns även en förening bildad kring klostret där medlemmarna bland annat har varit med på utgrävningar i och runt kyrkan, ett samarbete mellan Mönsterås kommun och Kalmar läns museum.